# Solenopsis macdonaghi
Solenopsis macdonaghi é uma espécie de formiga do gênero Solenopsis, pertencente à subfamília Myrmicinae.